# Угляны (Гродненская область)
Угля́ны (бел. Вугля́ны, пол. Uhlany) — деревня в Сморгонском районе Гродненской области Белоруссии. Входит в состав Вишневского сельсовета, до 2016 года входила в состав Войстомского сельсовета.
Расположена у восточной границы района на левобережьи реки Ганутка. Расстояние до районного центра Сморгонь по автодороге — около 16,5 км, до центра сельсовета агрогородка Войстом  по прямой — чуть более 6 км. Ближайшие населённые пункты — Заболотье, Полянка, Шостаки.
Согласно переписи население деревни в 1999 году насчитывало 96 человек.
В центре Углян находится придорожная часовня постройки XIX века.
Через деревню проходят местные автомобильные дороги:
- Н6137 Шостаки — Мицкевичи — Студенец
- Н7392 Рацевичи — Угляны

Через Угляны проходят регулярные автобусные маршруты:
- Сморгонь — Мицкевичи
- Сморгонь — Ордея